# رادیو جوان (صدای جمهوری اسلامی ایران)
رادیو جوان یکی از شبکه‌های صدای جمهوری اسلامی ایران است که در اسفند ۱۳۷۵ افتتاح شد. رادیو جوان بیشتر مخاطب‌محور است تا موضوع‌محور، و موضوعات گوناگونی را پوشش می‌دهد. اولویت‌بندی برنامه‌های رادیو جوان بر اساس مسائل روز، فصل یا دوره تنظیم می‌شود.
به عقیدهٔ بهنام احمدپور از مدیران پیشین این شبکهٔ رادیویی، هر که دلش جوان باشد مخاطب رادیو جوان است و از ۹ تا ۹۰ساله شنوندهٔ این رادیو هستند.

## آغاز به کار
این شبکه از ۴ اسفند ۱۳۷۵ با حضور رئیس‌جمهور وقت، اکبر هاشمی رفسنجانی و نیز رئیس وقت صدا و سیما، علی لاریجانی آغاز به کار نمود.

## ساعات پخش
رادیو جوان در آغاز با ۱۳ ساعت برنامه در روز، فعالیت خود را شروع کرد و هم‌اکنون با ۲۴ ساعت پخش برنامه‌های خود را ادامه می‌دهد.

## مدیر
مؤسس واولین مدیرشبکه بیژن لطیف بودوپس ازوی علیرضانوری، شهرام گیل آبادی، مسعوداحمدی‌افزادی، بهنام احمدپورمبارکه، سعید معدنکن و علیرضامقصودی مدیران این شبکه رادیویی بودند. وحیداسدی هم‌اکنون مدیراین شبکه است.

## رویدادها

### هک صدا و سیما
روز پنج‌شنبه ۷ بهمن ۱۴۰۰ رسانه‌های ایران از هک شدن چند شبکه صدا و سیمای جمهوری اسلامی از جمله رادیو جوان خبر دادند که برای لحظاتی تصاویری از مریم رجوی و مسعود رجوی از رهبران سازمان مجاهدین خلق و تصویری از سید علی خامنه‌ای با ضربدر قرمز که روی آن شعار «مرگ بر خامنه‌ای، درود بر رجوی» دیده می‌شد، همراه با صدای مردی که شعار می‌داد «درود بر رجوی، مرگ بر خامنه‌ای» به مدت ۱۰ ثانیه پخش شد.

## برنامه‌های شاخص
- جوان ایران
- جمعه من
- صدا آزاد[۸]
- هفت ترانه[۹]
- اینجا شب نیست[۱۰]
- لنگ ظهر پایین
- چهارسوت
- پیشخان
- کاوشگران فضا
- توپ
- جوان ایرانی سلام
- عصرجوونی
- دوباره آسمان آبی[۱۱]
- آفساید[۱۲]
- پاتوق شبانه